# Guaky
Guaky是2007年美洲杯的官方吉祥物。吉祥物為一隻金剛鸚鵡，為主辦國委內瑞拉的鳥類代表。他身穿委內瑞拉國家足球隊的酒紅色傳統球衣和足球鞋。翅膀上有代表委內瑞拉國旗的黃、藍、紅三色與八顆星星。
為了選擇官方吉祥物，舉行了一場比賽，共有450萬委內瑞拉兒童參加。獲獎作品來自15歲的Jhoyling Zabaleta。吉祥物的名字“Guaky”則以54.17%的得票率在網絡投票中脫穎而出。